# 互穿聚合物网络

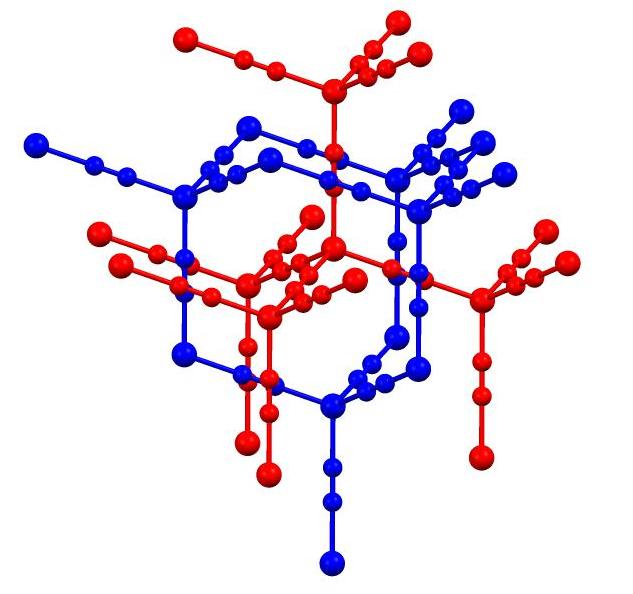
氰化镉（Cd(CN)_{2}）的结构，突显互穿结构。蓝色是一个Cd(CN)_{2}子结构，红色是另一个Cd(CN)_{2}子结构。

互穿聚合物網絡 (Interpenetrating polymer network, IPN) 是一種由两个以上网络的聚合物部分交錯，但彼此沒有共價鍵結的網絡。除非化學鍵被打破，否則網路無法分離。網路可以想像成纏結在一起，無法拉開，但彼此之間沒有任何化學鍵結合。
Note:  A mixture of two or more pre-formed polymer networks is not an IPN.
Semi-interpenetrating polymer network (SIPN): A polymer comprising one or
more networks and one or more linear or branched polymer(s) characterized by the
penetration on a molecular scale of at least one of the networks by at least some
of the linear or branched macromolecules.
Note:  Semi-interpenetrating polymer networks are distinguished from
interpenetrating polymer networks because the constituent linear or branched
polymers can, in principle, be separated from the constituent polymer network(s)
without breaking chemical bonds; they are polymer blends.
Sequential interpenetrating polymer network: Interpenetrating polymer network
prepared by a process in which the second component network is formed
following the formation of the first component network.
简单地混合两种或多种聚合物不会产生互穿聚合物网络（聚合物共混物），也不会由一种以上的单体相互结合形成一个网络（异质聚合物或共聚物）来创建聚合物网络。
僅將兩種或兩種以上的聚合物混合並不能產生互相穿透的聚合物網路 (聚合物共混物)，也不是由一種以上的單體互相結合所組成的聚合物網路 (異質聚合物或共聚物)。
除了互穿聚合物网络，还有半互穿聚合物网络（semi-interpenetrating polymer networks，SIPN ）和伪互穿聚合物网络（pseudo-interpenetrating polymer networks）。
制备IPN和SIPN，可通过不同组分同时形成或依次形成。

## 历史
第一个已知的互穿聚合物网络是1914年由乔纳斯·艾尔斯沃思（Jonas Aylsworth）制造的酚醛树脂与硫化天然橡胶的组合。然而，这是在斯陶丁格提出大分子假说之前，因此当时尚未使用“聚合物”或“IPN”这些术语。1960年，J.R. Millar首次在讨论磺化和未磺化的苯乙烯-二乙烯基苯共聚物网络时引入了“互穿聚合物网络”这一术语。

## 机械性能
分子间的混合往往会使某些互穿聚合物网络材料的玻璃化转变区域比其组分聚合物更宽。由于具有相对恒定且较高的相位角，这一独特特性使得IPN材料在宽温度和频率范围内表现出优异的机械阻尼性能。在由橡胶状和玻璃状聚合物组成的IPN中，与其组成的聚合物相比，可以观察到显著的增韧效果。当玻璃状成分形成离散的、不连续的相时，连续橡胶状相的弹性本质能够得到保持，同时增加了材料的整体韧性和断裂伸长率。另一方面，当玻璃状聚合物在橡胶状网络中形成双连续相时，IPN材料则可能表现为抗冲击塑料。

## 形态学
大多数互穿聚合物网络（IPN）在分子尺度上并没有完全互穿，而是形成了小的分散相或双连续相形态，其特征长度约为几十纳米。然而，由于这些长度尺度相对较小，通常在宏观尺度上被认为是均匀的。这些结构域的特征长度通常与交联点之间的链长相关，因此相的形态往往由组分网络的交联密度决定。IPN中的相分离动力学可以由成核生长以及Spinodal分解始发形成调幅组织的强化机制引发，前者会生成类似分散球体的离散相，而后者则会形成类似互连圆柱体的双连续相。与许多典型的相分离过程相反，由于任一网络中交联点的形成，粗化过程（即相的长度尺度随着时间的推移而增大）可能会受到阻碍。此外，与简单的聚合物共混物相比，IPN通常能够在较长时间内保持这些复杂的形态。

## 应用
互穿聚合物网络已被用于汽车零部件（包括现代汽车烤漆）、阻尼材料、医疗设备、模塑料和工程塑料中。虽然IPN材料的增强机械性能带来了许多好处，但诸如抗溶剂膨胀等其他特性也使得IPN成为具有商业价值的材料。近年来，IPN的应用和研究领域还包括药物输送系统、能量存储材料和组织工程等。